# Helgolandøya
Helgolandøya est une petite île norvégienne qui fait partie de l'archipel de Kong Karls Land. Elle est située à deux kilomètres au sud de l'île principale Kongsøya.
Helgolandøya est nommée d'après le navire allemand "Helgolandexpeditionen"  (1898). 